# Herbita incata
Herbita incata là một loài bướm đêm trong họ Geometridae.